# Атлиман (къмпинг)
Къмпинг Атлиман се намира на Южното Черноморие, на 1 км в северната част на Китен. Само на 35 метра е разположен плажът на залива Атлиман със златист и мек пясък, а морската вода е спокойна и чиста.
Къмпингът е изцяло обновен и официално отворен за посещения през юни 2018 г. Общата му площ е 14 дка и разполага със 150 места за палатки, кемпери и каравани, които се намират под гъстата сянка на дърветата, на няколко метра от морето. До всяко къмпинг място има електричество.
Къмпинг Атлиман разполага с две новопостроени модерни сгради със санитарен възел и душ. Умивалниците са в общата част на помещенията. На фасадата на всяка от двете сгради има външни душове за след плаж и мивки за миене на съдове. Обособено е отделно помещение с перална машина.
Към къмпинга функционира добре зареден магазин за хранителни стоки.